# Reggenza di Takalar
La reggenza di Takalar (in indonesiano: Kabupaten Takalar) è una reggenza dell'Indonesia, situata nella provincia di Sulawesi Meridionale.